# Langbahn-Weltmeisterschaft 2006
Die Langbahn-Weltmeisterschaft 2006 wurde in drei Grands Prix vom 24. Juni bis zum 16. September 2006 ausgetragen. Weltmeister wurde Robert Barth.

## Veranstaltungsorte
Grand-Prix 1 (24. Juni):
- Saint-Macaire

Grand-Prix 2 (2. September):
- Morizès

Grand-Prix 3 (16. September):
- Vechta

## Grand-Prix Ergebnisse

### Saint-Macaire
| Platz | Fahrer             |
| ----- | ------------------ |
| 1     | Robert Barth       |
| 2     | Joonas Kylmäkorpi  |
| 3     | Mathieu Trésarrieu |

### Morizès
| Platz | Fahrer            |
| ----- | ----------------- |
| 1     | Robert Barth      |
| 2     | Joonas Kylmäkorpi |
| 3     | Gerd Riss         |

### Vechta
| Platz | Fahrer            |
| ----- | ----------------- |
| 1     | Robert Barth      |
| 2     | Theo Pijper       |
| 3     | Joonas Kylmäkorpi |

## Endklassement
| Platz | Fahrer             | Platz GP 1 | Platz GP 2 | Platz GP 3 | Punkte |
| ----- | ------------------ | ---------- | ---------- | ---------- | ------ |
| 1     | Robert Barth       | 1          | 1          | 1          | 75     |
| 2     | Joonas Kylmäkorpi  | 2          | 2          | 3          | 58     |
| 3     | Gerd Riss          | 4          | 3          | 4          | 50     |
| 4     | Theo Pijper        | 7          | 4          | 2          | 48     |
| 5     | Mathieu Trésarrieu | 3          | 5          | 5          | 46     |